# Побондзе
Побондзе (пол. Pobondzie) — село в Польщі, у гміні Рутка-Тартак Сувальського повіту Підляського воєводства.
Населення — 158 осіб (2011).
У 1975-1998 роках село належало до Сувальського воєводства.

## Демографія
Демографічна структура станом на 31 березня 2011 року:
|          | Загалом | Допрацездатний вік | Працездатний вік | Постпрацездатний вік |
| -------- | ------- | ------------------ | ---------------- | -------------------- |
| Чоловіки | 88      | 23                 | 50               | 15                   |
| Жінки    | 70      | 14                 | 32               | 24                   |
| Разом    | 158     | 37                 | 82               | 39                   |